# Euxoa stigmatalis
Euxoa stigmatalis är en fjärilsart som beskrevs av Smith 1900. Euxoa stigmatalis ingår i släktet Euxoa och familjen nattflyn. Inga underarter finns listade i Catalogue of Life.